# Carolin Kebekus
Carolin Kebekus (Bergisch Gladbach, 9 de maio de 1980) é uma comediante alemã.

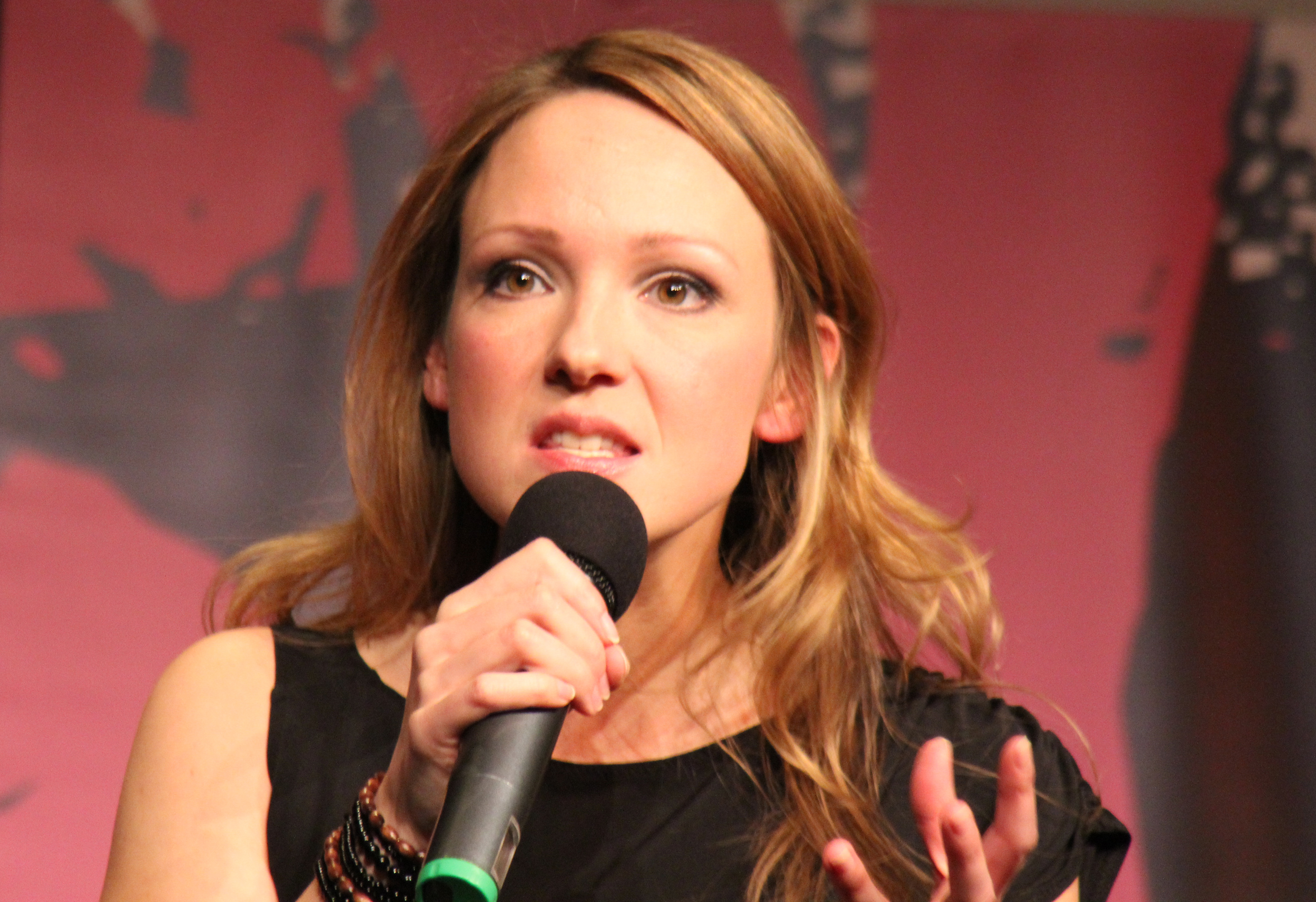
Carolin Kebekus, 2011

## Filmografia
- 2006: Freitag Nacht News
- 2006: Pastewka – Der Gutschein
- 2007: Vollidiot
- 2007: Kinder, Kinder
- 2007: Sag es mit Pantoffeln
- 2008: Morgen, ihr Luschen! Der Ausbilder-Schmidt-Film
- 2008: Die einzig wahren Hochzeitscrasher
- 2008: WunderBar
- 2009–2011: Broken Comedy
- 2011: Die Wochenshow
- 2012: Hanni & Nanni 2
- 2012: Agent Ranjid rettet die Welt
- 2012: Die Pro Sieben Märchenstunde
- 2013: Ritter Rost – Eisenhart & voll verbeult
- 2013: TV total Prunksitzung
- desde 2013: heute-show
- 2013: Kebekus!
- 2013: Durchgedreht!
- 2013: Eye TV – Der durchgeknallte Puppensender
- 2014: Irre sind Männlich
- 2014: Mario Barth deckt auf!
- desde 2015: PussyTerror TV